# Llei d'Economia Sostenible
La Llei d'Economia Sostenible, també coneguda com a Llei Sinde (en referència a la ministre de cultura socialista del moment Ángeles González-Sinde Reig) és una iniciativa legislativa elaborada com avantprojecte de llei que va ser aprovada pel govern de José Luís Rodríguez Zapatero el 27 de novembre del 2009. L'anomenada Llei Sinde, que correspon a la disposició addicional primera de la Llei d'Economia Sostenible i que fa referència a la regulació dels llocs web i els drets d'autor, fou eliminada en el debat parlamentari. El vot faborable de PP i CIU al Senat va recuperar la disposició i finalment fou aprovada pel Congrés dels Diputats (amb certes modificacions) en el primer Consell de Ministres de Mariano Rajoy, el 30 de desembre del 2011.
Aquesta llei vol situar l'economia espanyola sobre els fonaments del coneixement i la innovació, garantint la propietat intel·lectual, amb eines respectuoses per al medi ambient i en un entorn que afavoreixi l'ocupació laboral de qualitat, la igualtat d'oportunitats i la cohesió social.
Va tenir el seu origen en una iniciativa legislativa aprovada pel govern de José Luis Rodríguez Zapatero (PSOE) el 27 de novembre de 2009. L'avantprojecte de llei consistia en un conjunt de mesures que pretenien modernitzar l'economia espanyola principalment en tres sectors: financer, empresarial i mediambiental.
No obstant això, l'apartat de l'avantprojecte que va tenir més ressò entre l'opinió pública per la polèmica que va suscitar, va ser l'anomenada Llei Sinde (pel cognom compost de la que va ser ministra de cultura Ángeles González-Sinde Reig), que en la redacció original s'incloïa en la disposició final segona (que va passar a ser la disposició final quarantena tercera en el text definitiu), relativa a la regulació de webs i la protecció de la propietat intel·lectual.
A l'inici del debat parlamentari la "Llei Sinde" va ser eliminada del projecte de llei, però va ser recuperada i aprovada al Senat gràcies a l'ajuda del PP i CiU. El 15 de febrer de 2011 va ser finalment aprovada pel Congrés i el 5 de març de 2011 va ser publicada al BOE, entrant en vigor l'endemà. No obstant això, el govern de Rodríguez Zapatero no va arribar a aprovar el Reglament de la "Llei Sinde" per falta de consens entre els seus membres. Va ser el nou govern del Partit Popular presidit per Mariano Rajoy el que va aprovar a proposta del ministre d'Educació, Cultura i Esports José Ignacio Wert el Reial Decret del reglament de la "Llei Sinde" (pel que alguns mitjans a partir d'aquest moment van començar a cridar-la "Llei Sinde-Wert") en el qual s'establien les atribucions de la Comissió de Propietat Intel·lectual. Aquesta Comissió va començar a funcionar l'1 de març de 2012.

## La Llei d'Economia Sostenible

### Llei Orgànica Complementària
La llei ve acompanyada d'un Projecte de Llei Orgànica Complementària, per la qual es modifiquen les lleis orgàniques 5/2002, de 19 de juny, de les qualificacions i de la formació professional; 2/2006, de 3 de maig, d'Educació, i 6/1985, d'1 de juliol, del Poder Judicial, presentada davant les  Corts el 2014.03.30.

### Definició
"[…] S'entén per economia  sostenible un patró de creixement que conciliï el desenvolupament econòmic, social i ambiental amb una economia productiva i competitiva, que afavoreixi l'ocupació de qualitat, la igualtat d'oportunitats i la cohesió social, i que garanteixi el respecte ambiental i l'ús racional dels recursos naturals, de manera que permeti satisfer les necessitats de les generacions presents sense comprometre les possibilitats de les generacions futures per atendre les seves pròpies necessitats ".

El seu objectiu és, segons el Govern: 
| « | Situar a la economia espanyola sobre els fonaments del coneixement i la innovació, amb eines respectuoses amb el medi ambient i en un entorn que afavoreixi l'ocupació de qualitat, la igualtat d'oportunitats i la cohesió social. | » |

### Entorn econòmic
Pretén eliminar restriccions injustificades, establint principis de bona regulació econòmica per crear un marc normatiu estable i predictible amb baix nivell de càrregues administratives.

### Competitivitat
Millora de la competitivitat mitjançant cinc accions: simplificació administrativa, societat de la informació, ciència i innovació, internacionalització i formació professional.

### Sostenibilitat
Amb l'objectiu de reduir en un 20% les emissions de gasos amb efecte d'hivernacle es potencia la utilització d'energies renovables, que hauran d'assolir un consum del 20% per a l'any 2020, es plantegen polítiques de transport i mobilitat sostenible (Elena Salgado ha afirmat que es prestarà especial atenció al tren de mercaderies,l'ús del transport públic i vehicle elèctric), així com a l'estalvi i l'eficiència energètica i rehabilitació del parc d'habitatges, amb equiparació fiscal del lloguer i la compra d'habitatge.

### Habitatge
El Govern d'Espanya pretén que la norma sigui el motor del canvi en el  sector immobiliari, així Javier Ramos, secretari general Ministeri de l'Habitatge assenyala com aquest nou  model permet el creixement sostenible del sector, fent que es destini el 35% de la inversió immobiliària a la  rehabilitació i que augmenti el parc d'habitatges de lloguer fins al 20%, ara s'estima sobre el 13%.
| « | ... una reforma profunda en matèria de rehabilitació perquè aquesta pugui ser realment una activitat que canalitzi part de l'ocupació que es destrueix en la construcció d'obra nova. A més de la fiscalitat, caldria modificar els paràmetres tècnics exigibles en la rehabilitació tan estrictes com els de l'obra nova i que en moltes ocasions fan que sigui preferible mantenir la façana i enderrocar un edifici que emprendre la seva rehabilitació ... | » |

Cal una modificació jurídica que permeti escometre les obres integrals en els edificis podent garantir mecanismes que permetin reallotjar temporalment als que habitin en ells.
Per Beatriz Corredor es tracta de la iniciativa legislativa més important d'aquesta legislatura i considera com en el tema d'habitatge, la mesura més rellevant, és la desaparició global de la deducció per compra.
Per a la ministra hem començat una reforma estructural profunda, anunciant millores en la fiscalitat de la rehabilitació, de manera que les administracions i les empreses hauran de canviar de criteri i atendre la renovació urbana i a la rehabilitació de barris, però per a això haurà de legislar perquè obres recolzades per una gran majoria de propietaris no deixin de fer pels impediments d'algun veí.

### Tràmit parlamentari
Per José Luis Rodríguez Zapatero aquesta Llei trauria Espanya de la  crisi i generaria ocupació aconseguint canviar el model productiu. Altres reformes que el Govern va aplicar a curt termini com a part de l'Economia Sostenible, van ser la reforma de l'sistema judicial (el mateix mes), la formulació d'un pla de lluita contra el frau fiscal (a principis de 2010), el desenvolupament d'un pla de  competitivitat industrial i acabar la  reestructuració del sector financer (en la primera meitat de 2010).
Pel ministre de Foment,  José Blanco, aquesta llei no anava a ser una vareta màgica que anés a canviar l'economia espanyola, i ha assenyalat que la millora del mercat laboral anava a dependre directament de l'esforç inversor de les companyies en investigació, afegint que « en aquests moments no podem ser conservadors. No podem conservar un sistema financer desproveït de tot control, ni conservar la bombolla immobiliària, ni podem conservar una Administració lenta i burocratitzada  ».
El Consell de Ministres celebrat a Sevilla el 19 oct de 2009 va aprovar el projecte de Llei d'Economia Sostenible amb el qual pretenien canviar el patró de  crecimento econòmic espanyol  en un horitzó de deu anys, orientant cap als sectors potencialment més productius i generadors d'ocupació i disminuint progressivament el pes del sector constructor.
Segons José Luis Rodríguez Zapatero la norma era « coherent amb el conjunt de mesures impulsades pel Govern per canviar el model econòmic » i útil per aconseguir un augment de la competitivitat, així com «noves respostes immediates» a la crisi.
La Mesa del Congrés dels Diputats va acordar el 6 abr de 2010 encomanar la seva aprovació amb competència legislativa plena a la  Comissió d'Economia i Hisenda de la càmera.

### Crítiques
Per Ecologistes en Acció, aquesta llei tenia poc a veure amb la sostenibilitat i molt més amb aconseguir un  creixement sostingut, per això la va rebatejar com a  'Llei de Creixement Sostingut  '.
Segons Mariano Rajoy, llavors líder de l'oposició, la llei «no és ni bona, ni dolenta», sinó «indiferent» per acabar amb la crisi econòmica de 2008-2013.
NoLesVotes, originat pel hashtag #nolesvotes, va ser una reacció a les xarxes per part de ciberactivistes  espanyols que va començar amb l'afany de castigar a les urnes al PP, PSOE i CiU per la seva acceptació de la llei Sinde al febrer de 2011 malgrat el rebuig d'un sector de la població. El mateix nom conté un cas de 'leísmo' intencionat que s'explica que «els» al·ludeix a les inicials de «Llei d'Economia Sostenible» en la qual la llei Sinde estaria inclosa com a disposició final. No obstant això, des de llavors, tant els seus objectius com les seves motivacions s'han diversificat, abordant temes com ara la llei de partits o la corrupció política.

L'origen de la Llei el trobem al programa "Andalusia Sostenible", una iniciativa impulsada per la Junta que serà el primer pas del procés del canvi de l'actual patró de creixement econòmic que el Govern pretén estendre a tot Espanya.
El president del Govern, José Luis Rodríguez Zapatero, ha assenyalat a Sevilla, en el marc d'un col·loqui amb empresaris i sindicats, que «Andalusia és la comunitat autònoma pionera escollida per dur a terme el trànsit cap a l'economia sostenible de manera que serveixi d'empenta a la resta de comunitats ». A això va afegir: « Anem a fer-ho a Andalusia i demostrarem que aquesta comunitat té potencial actiu per si mateixa, amb el suport del govern d'España ».

### Debat públic
Es tracta d'un text que afecta, per la seva dimensió estatal, al conjunt de la societat espanyola i, pel seu caràcter econòmic, productiu i mediambiental, al gran nombre de col·lectius socials que construeixen dia a dia l'economia del país, és a dir, empresaris, sindicats, treballadors, científics, investigadors ... cadascun dels quals defensa una postura diferent i, en alguns casos contradictòria, enfront de la norma.
No és d'estranyar que trobem el suport a la Llei d'Economia Sostenible en el Govern, així com en els membres del Partit Socialista. Davant les crítiques de l'oposició, el president de l'Executiu, José Luis Rodríguez Zapatero, ha demanat en més d'una ocasió al president del Partit Popular, Mariano Rajoy, «que es llegeixi la Llei a fons» perquè «no poden despatxar les coses amb aquesta lleugeresa. Sé que és una llei molt llarga, amb aspectes molt tècnics, però que es llegeixi globalment ».
El Govern defensa que la lluita contra el canvi climàtic és una exigència rendible. Per exemple l'ex president andalús i ministre de Cooperació Territorial, Manuel Chaves, explicava que un dels principals objectius és « canviar el model econòmic, ja que no es pot continuar amb el mateix ». La Llei "suposarà una aposta per les energies renovables, la Investigació i Desenvolupament (I + D), la internacionalització de les empreses espanyoles i l'increment de la productivitat i la competitivitat, amb base al diàleg social".
Des del PSOE, la seva Secretària d'Organització, Leire Pajín, assegura que serà el « perfecte revulsiu per canviar el model de creixement i portar a Espanya una altra vegada a la 'Champions League' ».
Una altra veu és la de l'eurodiputat i secretari general del Partit Socialista Canari, Juan Fernando López Aguilar, que afirma que el projecte de Llei d'Economia Sostenible és «un puntal central de l'estratègia de sostenibilitat i la innovació, que és molt més ambiciosa que la pròpia llei».
La Llei d'Economia Sostenible és el projecte estrella de l'executiu i hi han centrat tot el seu esforç, però, estan trobant obstacles en el camí, ja que són molts els col·lectius que critiquen la iniciativa o algun dels aspectes que l'envolta. Alguns experts sostenen que, en un sistema de llibertat de mercats, no serveix de res programar l'economia, ja que el model no el pot crear mai un Govern, sinó que són els agents econòmics, empreses, sindicats, entitats i institucions les que decideixen el model amb la seva activitat.
El secretari general d'UGT, Cándido Méndez, tot i que reconeix que conté elements genèrics importants, considera que aquest projecte de llei té una absència: la definició d'una política industrial no només a nivell territorial sinó també sectorial. Segons la seva opinió seria « fonamental que es definís una política industrial associada al canvi tecnològic », ja que « hauria de ser el pivot sobre el qual es faria el canvi de l'economia productiva ».
Per la seva banda, els grups polítics de l'oposició critiquen la falta d'idees noves en aquest text, més enllà de les claus econòmiques ja conegudes. En aquesta línia, el líder del PP, Mariano Rajoy, el qualifica de "sarcasme", "joc malabar", "truc propagandístic", "bagatel·la de coloraines", o, gràficament, "rètol lluminós en un solar buit". Per la seva banda, el vicesecretari de Política autonòmica i Local del PP i president dels populars andalusos, Javier Arenas, considera la llei un « lema publicitari » on « no hi ha ni una sola reforma profunda per sortir de la crisi », i afegia que « l'economia serà insostenible mentre estigui Zapatero »
La resta de partits tampoc estalvia en crítiques al projecte. El portaveu d'Economia de CiU, Josep Sánchez, creu que el projecte té « molt embolcall i poca proteïna ». Així, Josu Erkoreka, el portaveu del PNB, censura al president la cascada publicitària per una llei « amb tan poc contingut ».

## La "Llei Sinde"

### Objectius
La Llei d'Economia Sostenible preveu en la disposició final 43a la regulació de les descàrregues a Internet. Aquesta mesura ha generat un debat públic d'importància en què el Govern d'Espanya, la  Indústria Discogràfica i els usuaris defensen els seus posicionaments:
L'anomenada "llei Sinde" ha estat presentada en alguns mitjans de comunicació com un instrument legal orientat principalment a la persecució de les descàrregues de contingut amb copyright per Internet
La titular de Cultura, Ángeles González-Sinde, és l'artífex de la nova mesura governamental que pretén regular les descàrregues de continguts amb copyright a Espanya.
Segons l'informe de la Federació Internacional de la Indústria Discogràfica (IFPI), Espanya ha tancat el 2009 amb un 17% menys de facturació en el mercat musical mentre que les descàrregues d'Internet van pujar un 10,5%. Aquest és una de les dades que des de Cultura es manegen com a reflex de la situació que hi ha a Espanya a causa de les descàrregues no autoritzades.
La Llei d'Economia Sostenible (LES), presentada el passat mes de desembre, és la que contempla, en les seves disposicions finals, la regulació d'aquest àmbit que es fa mesos després que el Parlament Europeu aprovés el Paquet de Telecomunicacions que autoritza el tall de l'accés a Internet als usuaris que, reiteradament, violin els drets de propietat intel·lectual. Per tant, cal situar la llei Sinde dins del marc d'actuació que la zona euro està aplicant per als seus governs respecte a la regulació d'Internet. A més, aquesta iniciativa casa amb la presidència de la Unió Europea que té Espanya des de principis de 2010 i permet al Govern Espanyol tenir una resposta d'aprovació davant els seus socis europeus, sobretot Francia i Regne Unit, que havien començat a adoptar mesures restrictives respecte a les descàrregues no autoritzades des de fa anys.
Des de l'inici de la polèmica, Ángeles González Sinde i el  Ministeri de Cultura han estat ferms pel que fa a la secció de la llei d'Economia Sostenible que afectava Internet. Malgrat les protestes dels ciutadans i de les diferents associacions, des d'un principi, la ministra s'ha negat a suprimir la Comissió de Propietat Intel·lectual, i que és un dels punts que més disputa ha suscitat, ja que seria la futura encarregada de decidir quines pàgines tancar.

### Indústria cultural
A Espanya,  La Coalició de Creadors representa la indústria cultural i a les societats de gestió i està formada per entitats com la  Societat General d'Autors  (SGAE), l'Entitat de Gestió de Drets dels Productors Audiovisuals (EGEDA) i l'associació de Productors de Música d'Espanya, (Promusicae).
Des de 2009, amb el nomenament d'Ángeles González-Sinde com a ministra de Cultura, la Coalició ha reforçat les seves trobades amb els grups polítics i el Govern per unir postures al voltant de la regulació de les descàrregues, sempre mostrant partidària d'una "llei antidescàrregues". Fins i tot, la Coalició ha enviat cartas al president del Govern, José Luis Rodríguez Zapatero, exigint respecte per la professió i instant a que l'Executiu prengués mesures en l'assumpte. Per tant, la indústria cultural, des del primer moment, ha donat suport a la decisió del Govern de legislar sobre les descàrregues a Internet.
Per la seva banda, Eduardo Bautista, ex-president de la Societat General d'Autors i Editors (SGAE), considera que la llei d'Economia Sostenible és "amable" en comparació amb altres normatives com les de Francia i Regne Unit.
| « | Els consumidors hauran d'acceptar seriosament que vivim en una economia de mercat garantida per la Constitució, on les coses tenen un preu i només l'Estat pot dir que la cultura sigui gratis. | » |
| — Teddy Bautista: "si l'Estat vol 'cultura gratuïta', que inclogui els creadors entre els funcionaris" | |   |

### Usuaris
Des de l'aparició en escena de la Llei, les comunitats d'usuaris s'han manifestat en contra.
Bloguers, periodistes, advocats, administradors de webs, i un llarg etcètera d'usuaris han criticat la iniciativa del Govern adduint moltes raons. En primer lloc, consideren que es tracta d'una llei que obeeix a criteris empresarials i desatén els drets dels internautes, tal com reclamen organitzacions de consumidors. A més, deixa en una situació ambigua moltes pràctiques dels usuaris d'Internet.
En un primer moment, l'avantprojecte de llei donava plenes facultats a la comissió per tancar les webs però el gran enrenou ocasionat ha obligat el president  Zapatero a intervenir i assegurar que "no es tancarà cap web sense ordre judicial". A més, la nova llei introdueix conceptes com els de "ànim de lucre indirecte" o "pretensió de fer mal", el que suposa la creació d'un aparell jurídic per perseguir les persones que descarreguen continguts sense consentiment de l'autor.
El coneixement de la Llei d'Economia Sostenible va provocar una revolta a Internet com mai abans s'havia donat. Es va redactar un manifest que ha estat recolzat per milers d'usuaris a través de les xarxes socials i que critica que se situï els drets d'autor per sobre de drets fonamentals com el dret a la privacitat. A més, es va convocar una manifestació com a protesta davant aquestes mesures.

#### FACUA
L'organització de consumidors FACUA ha criticat des del primer moment aquesta llei. Considera que: «ja està bé d'insultar a milions de ciutadans qualificant-los de pirates, cridant criminals, pel sol fet de compartir cultura»
El mateix dia de l'aprovació del projecte de llei (19 de març), FACUA va llançar la campanya "Si és legal, és legal" per sol·licitar al Govern un canvi en la seva política cultural. L'associació va enviar al  parlament espanyol més de 30.000 signatures donant suport al document. En el mateix, se sol·licita entre altres qüestions que es deixi de "criminalitzar als usuaris al dictat d'entitats de gestió com la SGAE i les multinacionals que dominen la indústria cultural". FACUA ha recordat a més que "nombroses resolucions judicials deixen clar que facilitar o publicar enllaços externs a obres no constitueix una infracció dels drets de propietat intel·lectual".

### Dificultats per a la seva aplicació
El incipient desenvolupament de la tecnologia i de la Xarxa suposarà un important,i a priori insalvable, obstacle per a l'aplicació d'aquesta. Tècnicament, i segons informe redactat per la consultoraPricewaterhouseCoopers, la llei haurà de fer front a dificultats com les següents:
- El termini legal necessari per tancar una pàgina d'enllaços és molt més gran -de l'ordre de diversos mesos- que el temps necessari per crear un mirall de la pàgina en un altre servidor -a penes unes hores-. Respecte a aquest punt, la consultora va quantificar l'esforç de bloquejar judicialment una pàgina d'enllaços, com de més de 1000 vegades superior a l'esforç de migrar-la de servidor.
- Elevada dificultat per bloquejar l'accés a pàgines d'enllaços ubicades en servidors estrangers.
- Fins i tot en el cas de bloqueig d'accessos a servidors estrangers, aquest bloqueig pot ser esquivat mitjançant la utilització de  proxies .
- La llei no preveu mesures contra intercanvi d'arxius  peer to peer .
- Els enllaços a DLC de descàrrega poden obtenir sense necessitat d'accedir a una pàgina web, per exemple difonent mitjançant llistes de correu.

### L'aprovació del Reglament de la llei Sinde: la llei Sinde-Wert
El debat en el govern de Rodríguez Zapatero sobre l'aprovació per Reial Decret del desenvolupament d'aquest apartat de la Llei d'Economia Sostenible es va veure allargat en el temps davant les discrepàncies i falta de suports per part d'internautes i artistes, fins al punt de no quedar aprovat quan la legislatura va acabar al novembre de 2011 (ni quan el govern estava ja en funcions fins al 21 desembre 2011). Les raons per les quals no va ser aprovat el reglament de la "Llei Sinde" pel govern de José Luis Rodríguez Zapatero no van ser aclarides, limitant-se el portaveu del govern a dir que la legislació sobre aquest tema hauria de ser represa pel govern entrant de Mariano Rajoy.
Davant aquesta situació el nou govern va decidir la seva aprovació (amb certes modificacions) en el primer Consell de Ministres de la X Legislatura d'Espanya, el 30 desembre 2011, argumentant que, malgrat haver estat reticents amb alguns aspectes de la llei d'economia sostenible quan el Partit Popular era a l'oposició, era urgent la regulació dels drets d'autor a Espanya (un dels pocs països desenvolupats sense legislació exclusiva sobre aquesta matèria), acompanyant la mesura de la supressió del Cànon digital, que penalitzava als usuaris d'aparells electrònics per compensar les pèrdues econòmiques derivades de la "pirateria". De qualsevol manera, la portaveu del govern i vicepresidenta ha garantit que el govern continuaria treballant en aquesta matèria per garantir el respecte dels drets d'autor sense danyar les llibertats dels ciutadans.
La llei Sinde va ser finalment aprovada l'1 de març de 2012.
Segons dirigentes.com ja s'ha publicat la primera llista de pàgines webs denunciades entre les quals es troben: Seriespepito.com, elitetorrent.net, pordescargadirecta.com, foroxd, gratisjuegos. No obstant això, tot i que s'esperava, Sèries Yonkis no es troba en aquesta llista. La raó d'això podria ser el fet que aquesta pàgina ja tingui un procés obert als jutjats de Múrcia, després de les demandes de diverses companyies cinematogràfiques. A més d'això, Sèries Yonkis ha creat un mirall pràcticament idèntic a la pàgina original anomenat SeriesCoco, que permet trobar enllaços externs per descarregar pel·lícules gratis. L'objectiu d'això és que si la pàgina Sèries Yonkis fos denunciada a la Comissió de la Propietat Intel·lectual la llei trigaria més a actuar sobre SeriesCoco. Això vol dir que canviar el nom de tant en tant podria allargar la vida de la pàgina de descàrregues.

## Aplicació de la llei Sinde-Wert
El reglament de la llei Sinde-Wert va entrar en vigor l'1 març i aquell dia el ministre d'Educació Cultura i Esport José Ignacio Wert va afirmar que «avui és un dia de celebració» per als que pensen que la protecció de la propietat intel·lectual "és una condició necessària, encara que no suficient, perquè la cultura espanyola sigui respectada al món».
El juny de 2012 la Comissió de Propietat Intel·lectual creada per la llei Sinde-Wert obre els primers 8 expedients contra webs que presumptament serveixen o enllacen continguts subjectes a drets d'autor.

## Crítiques
- Pel que fa a Internet aquesta llei en la seva disposició addicional primera atribueix potestat a una Comissió administrativa, formada per dues seccions, dins del ministeri de Cultura, per la garantia de la propietat intel·lectual.[59] El 31 de març es va introduir un paràgraf en l'avantprojecte, respecte a les funcions d'aquesta “Comissió administrativa de Propietat Intel·lectual”:

| « | El procediment per al restabliment de la legalitat, que s'iniciarà sempre a instància del titular dels drets de propietat intel·lectual que es considerin vulnerats o de la persona que tingués encomanat el seu exercici, estarà basat en els principis de celeritat, proporcionalitat i altres previstos en la Llei 30/1992, de 26 de novembre, de Règim Jurídic de les Administracions Públiques i del Procediment Administratiu Comú. | » |

Amb aquesta redacció la Comissió no podrà ser jutge i part, és a dir, no podrà iniciar i tramitar la denúncia.
En la pràctica es creu que l'aplicació d'aquesta llei permetrà tancar webs de descàrregues que «vulnerin els drets d'autor».
A la Secció Segona «li correspon l'exercici de les funcions previstes en els articles 8, 11 i concordants de la Llei 34/2002, per a la salvaguarda dels drets de la propietat intel·lectual enfront de la seva vulnerabilitat pels responsables de serveis de la societat d'informació» (entre altres Internet).

## Aprovació
El debat en el govern sobre l'aprovació per Reial decret d'aquest apartat de la llei d'economia sostenible es va veure allargat en el temps davant les discrepàncies i falta de suports per part d'internautes i artistes, fins al punt de no quedar aprovat quan la legislatura va acabar al desembre del 2011 (ja com a govern en funcions). Les raons per les quals no va ser aprovat, ja en els últims Consells de Ministres del govern de José Luis Rodríguez Zapatero no van ser aclarides, limitant-se el portaveu del govern a comunicar que la legislació sobre aquest tema hauria de ser represa pel govern entrant de Mariano Rajoy.
L'equivalent als EUA, en temes de protecció de la propietat intel·lectual a Internet, és la Stop Online Piracy Act que té com a objectiu limitar la llibertat d'Internet. En protesta contra la SOPA hi ha hagut l'"Apagada" (blackout) de la Viquipèdia en anglès del 18 de gener de 2012, amb l'afegit que a part de la SOPA, als EUA s'està planificant la Llei de Protecció de la Propietat Intel·lectual o PIPA. A Espanya, als pocs dies de ser rebutjada la Llei Sinde, l'ambaixador dels Estats Units va advertir que es prendrien mesures si no es ratificava la llei.
Davant aquesta situació el nou govern va decidir la seva aprovació (amb certes modificacions) en el primer Consell de Ministres de la legislatura, el 30 de desembre del 2011, argumentant que, apesar d'haver estat reticents amb alguns aspectes d'aquesta llei quan el seu partit (PP) estava a l'oposició, era urgent la regulació dels drets d'autor a Espanya (un dels pocs països desenvolupats sense legislació exclusiva sobre aquesta matèria), acompanyant la mesura de la supressió del Cànon digital, que penalitzava als usuaris d'aparells electrònics per compensar les pèrdues econòmiques derivades de la "pirateria", decidint pagar-ho dins dels pressupostos de l'estat. De qualsevol manera, la portaveu del govern va garantir que el govern continuaria treballant en aquesta matèria per garantir el respecte dels drets d'autor sense danyar les llibertats dels ciutadans.

## Conseqüències
Espanya va sortir de la Llista 301 de la llista de països "a vigilar" per no protegir adequadament la propietat intel·lectual en 2012 després de cinc anys per l'aplicacio de la Llei d'Economia Sostenible, però el 2013 va rebre l'amenaça de ser reincorporada, pels seus escassos resultats.